# Currency Carry Trade
Currency Carry Trade (auch CCT, deutsch „Zinsdifferenzspekulation“) ist der Anglizismus für eine Spekulationsstrategie, bei der ein Trader einen Kredit in einer Fremdwährung mit vergleichsweise niedrigem Zinsniveau aufnimmt, um davon zinstragende Wertpapiere oder andere Finanzprodukte zu kaufen, die in einer anderen Währung mit höherem Zinsniveau notiert sind.

## Allgemeines
Als Carry wird im Trading allgemein der Gewinn (englisch positive carry) oder Verlust (englisch negative carry) bezeichnet, der durch die Finanzierung eines Kassageschäfts entsteht. Die „carry“ entspricht der Differenz zwischen dem Kapitalertrag aus dem Halten der Position und den Refinanzierungskosten am Geldmarkt.
Der Trader erwartet, dass durch die höheren Zinserträge nach Rückzahlung des Kredits durch die niedrigeren Kapitalkosten ein Gewinn verbleibt. Die Risiken bei dieser Spekulation bestehen in Wechselkursschwankungen und in Zinsänderungen. Das Zinsänderungsrisiko kann durch einen Festzins sowohl beim Kredit als auch bei der Geldanlage ausgeschaltet werden. Abgesehen vom Währungsrisiko lohnt sich ein Currency Carry Trade, wenn der Zinsaufwand {\displaystyle Z_{a}} niedriger ist als der Zinsertrag {\displaystyle Z_{e}}:
{\displaystyle Z_{a}<Z_{e}}
Um das Währungsrisiko auszuschalten, müsste das Wechselkursrisiko durch ein Sicherungsgeschäft eliminiert werden, was jedoch Transaktionskosten verursacht, die im Regelfall der Zinsdifferenz entsprechen.

## Carry-Basis
Die Carry-Basis lässt sich wie folgt unterscheiden:
| Positive Carry                        | Negative Carry                        |
| ------------------------------------- | ------------------------------------- |
| Kapitalertrag > Refinanzierungskosten | Kapitalertrag < Refinanzierungskosten |
| Terminkurs < Kassakurs                | Terminkurs > Kassakurs                |
| Deport beim Terminkontrakt            | Report beim Terminkontrakt            |

Als Kapitalertrag kommen entweder Habenzinsen, Dividenden oder Nominalzinsen von Anleihen in Betracht. Trader nehmen beispielsweise Festzins-Kredite in Staaten mit Niedrigzinsniveau auf und finanzieren hiermit ihre festverzinsliche Kapitalanlage in Ländern mit Hochzinsniveau. Ein Spread zwischen beiden Zinsniveaus kann nur entstehen, wenn mindestens eine Fremdwährung beteiligt ist, wodurch der Trader einem Wechselkursrisiko ausgesetzt ist.

## Mechanismus
Die Rendite der Currency Carry Trades setzt sich entsprechend aus zwei Komponenten zusammen:
- der Differenz zwischen Haben- und Sollzins und
- der Wechselkursentwicklung.

Um die genannten Risiken zu reduzieren, können Zinsschwankungen über festverzinsliche Geschäfte eliminiert und das Wechselkursrisiko über Terminmarktgeschäfte reduziert werden. Diese Absicherungen reduzieren jedoch die erwartete Rendite. Bei einer vollständigen Kurssicherung der Risiken wäre der Ertrag „Null“, weil durch Herdenverhalten aller Arbitrageure die vorhandenen Spreads ausgeglichen werden, so dass die Zinsdifferenz so lange sinkt, bis sich die Arbitrage nicht mehr lohnt.
Beispiel
Ein Trader leiht sich Geld in Yen, weil er dort nur 0,5 % Kreditzinsen zahlt, und legt in US-Dollar an, da er hier 4 % Habenzins erhält. Solange die Wechselkurse stabil sind oder, wie meist üblich, sich in schmalen Korridoren bewegen, ist das Geschäft profitabel. Wenn der Yen aber wie im Oktober-Crash 2008 innerhalb weniger Tage um mehr als 10 % steigt, dann macht der Trader Verluste, da er den Kredit in Yen zurückzahlen muss. Er versucht daher, möglichst schnell aus dem Geschäft auszusteigen, um seine Verluste zu begrenzen. Dies führt aber dazu, dass er Yen für USD kauft und hierdurch der Yen weiter steigt.

## Relevanz
Gemäß der von John Maynard Keynes entwickelten Zinsparitätentheorie dürften sich derartige Anlageformen aufgrund der einsetzenden Arbitrage mittelfristig nicht rechnen. Entgegen der von der Theorie vorhergesagten fehlenden Rentabilität haben sich Currency Carry Trades in den letzten Jahren jedoch als hochprofitabel erwiesen. Die Deutsche Bundesbank hat für den Zeitraum von Januar 1999 bis Juni 2005 eine theoretische, durchschnittliche, annualisierte Rendite von 15 % für eine Carry-Trade-Strategie zwischen Euro und US-Dollar errechnet.
In Bulletin 2008/2 geht Luxemburgs Zentralbank davon aus, dass die koordinierten Zinssatzsenkungen der Zentralbanken Anfang Oktober 2008 den Carry Trade gebremst und zur Auflösung spekulativer Positionen geführt haben.
Die Zinsspekulationsgeschäfte, bei denen Anleger in Ländern mit niedrigen Zinsen und schwächelnder Währung Geld leihen und dies in höher verzinslichen Ländern anlegen, belief sich in der Zeit von März bis Dezember 2009, als der Euro von 1,23 auf 1,51 US-Dollar stieg, auf 1,5 Billionen Dollar. Diese Summe hatte starke Auswirkungen auf Risikotransaktionen wie Aktien, Öl und Rohstoffe. Nachdem der Dollar wieder höher geschätzt werde, sei das Volumen dieses Handels rapide zurückgegangen.

## Abgrenzung
Currency Carry Trades sind Spekulationsgeschäfte und deshalb nicht mit Arbitrage-Geschäften wie der Zinsdifferenzarbitrage zu verwechseln. Bei letzteren (die das weitaus größere Handelsvolumen des Fremdwährungsmarktes ausmachen) kaufen und verkaufen Marktteilnehmer Währungen an verschiedenen Börsen zum selben Zeitpunkt, um (selbst minimale) Preisunterschiede auszunutzen. Wesentlich ist, dass die Händler bei Arbitrage-Geschäften die Positionen im selben Zeitpunkt wieder ausgleichen (und damit keine Marktrisiken eingehen), während die Spekulanten beim Currency Carry Trade während der Dauer des Geschäftes offene Positionen in den jeweiligen Währungen halten und damit Finanzrisiken übernehmen.